# 男のザップ 生イキ! ジャンポケクルーズ
男のザップ 生イキ! ジャンポケクルーズ（おとこのザップなまイキジャンポケクルーズ）は、BSスカパー!で2016年4月14日から2017年6月29日まで放送されたテレビ番組。

## 概要
『チャンネル生回転TV Midnightザップ!』の継承番組で、スカパー!コンテンツのうち、ギャンブル、格闘技、Vシネマ、アダルトといった男性向けのジャンルの番組に焦点を絞った番組紹介を行う。これに加えてゲストとのトーク企画も存在する。
MCはジャングルポケット。
2017年6月29日放送分の番組冒頭にて“本日を以て放送終了”と“シーズン2に移行する予定”がMCのジャングルポケット太田より発表されたが、シーズン2の放送はされていない。

## 放送内容
- 23時～0時は第1部“男コーナー”、0時～1時30分は第2部“セクシーコーナー”として構成されており、第1部は無料放送、第2部は(ch等契約者無料)。

- 第2部に出演するセクシー女優は前半部分である第1部にも出演するが、第1部に出演の男性ゲストをメインにコーナーを進行させるため、セクシー女優との絡みはほとんど無い。第2部ではアダルト色を醸し出す演出として、スタジオ照明が淡いピンク色に変更される。

- 男のザップでは、MCのジャングルポケット以外に、生イキ!ガールズというモデル事務所所属の女性2人(主にレースクイーンとして活躍)が番組進行のお手伝い役として第1部から出演。ガールズの2人が付けている名札には、性行為をした相手男性の人数(いわゆる"経験人数")の数字が書かれている。初回放送では小山桃と坂井伊織が、2回目では一瀬優美と坂井伊織が、それぞれ出演した。第1部では私服で、第2部ではコスプレを着用する。[1]

- 事実上の"前身番組"であったMidnightザップ時代同様、同時刻に放送中のアダルトチャンネルのザッピングも行われるが、Midnightザップとは違い3チャンネルからのザッピングとなる。なお、Midnightザップ時代とは違い、放送日のザッピング対象チャンネルの番組表は紹介しない。

- ロケ企画のレギュラー出演者として、Midnightザップの第1期で放送開始1か月後からレギュラーに加わった吉本興業所属のお笑いコンビ「スカチャン」が登場する。「生イキ!ガールズ オーディション」「生イキ!ホクロ占い」などと称する企画に於いて、一般女性やグラビアアイドル、セクシー女優などがセクシーな姿を披露する。

- 第2部では、「生イキ!部屋」がスタジオの脇に登場し、大人のおもちゃや風俗店などを紹介するコーナー「エロフェッショナル ○○の流儀」[2]にて、コスプレをした生イキ!ガールズがおもちゃを身体を張って体験したり、おたけが風俗を体験したりする。

## 出演者

### MC
- ジャングルポケット
  - 斉藤慎二
  - おたけ
  - 太田博久

### コーナーレギュラー
- スカチャン - 中継
- 競輪小僧 - Midnight競輪

### ゲスト
男のゲスト
- 曙太郎（2016年4月14日）
- なぎら健壱（2016年4月21日）
- 竹原慎二（2016年4月28日）
- 玉袋筋太郎（2016年5月5日）
- 杉山裕之（我が家、2016年5月12日）
- じゃい（インスタントジョンソン、2016年5月19日）
- やす（ずん）、競輪小僧(2016年5月26日)
- 徳井健太（平成ノブシコブシ）(2016年6月2日)
- U字工事（2016年6月16日）
- 木下隆行（TKO）（2016年7月7日）
- スーパーササダンゴマシン（2016年7月14日）
- ホリ（2016年7月21日）
- 博多華丸（2016年7月28日）
- 大悟（千鳥）（2016年8月4日）
- 川島明（麒麟）（2016年8月11日）
- 土屋伸之（ナイツ）（2016年8月25日）
- 黒潮イケメン二郎（2016年9月1日）
- とろサーモン（2016年9月22日）
- 木下隆行（TKO）（2016年9月29日）
- ハチミツ二郎（東京ダイナマイト）（2016年10月6日）
- 天津（2016年10月13日）
- カラテカ（2016年10月20日）
- コロコロチキチキペッパーズ（2016年10月27日）
- 長州小力・アントニオ小猪木（2016年11月10日）
- エハラマサヒロ（2016年11月17日）
- 中田秀夫（2016年11月24日）
- どぶろっく（2016年12月1日）
- レイザーラモンRG（2016年12月8日）
- 島田秀平（2016年12月15日）
- パンサー（2017年1月12日）
- ブラックサーモン（とろサーモン久保田によるラップユニット）（2017年1月19日）
- トータルテンボス（2017年1月26日）
- 水道橋博士（2017年2月2日）

- ペナルティ（2017年2月16日）
- 加藤鷹（2017年2月23日）
- イジリー岡田（2017年3月2日）
- 森林原人（2017年3月9日）
- 吉村卓（2017年3月9日）

セクシーゲスト
- 天使もえ(2016年4月14日)
- 初美沙希(2016年4月21日)
- 浅田結梨（2016年4月28日）
- 古川いおり（2016年5月5日）
- 星野ナミ（2016年5月12日）
- 小島みなみ（2016年5月19日）
- 三上悠亜（2016年5月26日）
- 成宮いろは（2016年6月2日）
- 榊梨々亜（2016年6月16日）
- 桃乃木かな（2016年7月7日）
- 辰巳ゆい（2016年7月7日）コーナーゲストとして出演。
- 白石茉莉奈（2016年7月14日）
- 篠田ゆう（2016年7月21日）
- あやみ旬果（2016年7月28日）
- 紗倉まな（2016年8月4日）
- 西野翔（2016年8月11日）
- 大槻ひびき（2016年8月25日）
- 有沢実紗（2016年9月1日）
- 阿部乃みく（2016年9月22日）
- 園田みおん（2016年9月29日）
- 希崎ジェシカ（2016年10月6日）
- 水希みり（2016年10月13日）
- 玲央奈（2016年10月20日）
- 橋本ありな（2016年10月27日）
- 道重恋・清本玲奈・藍奈みずき（2016年11月10日）
- 尾上若葉（2016年11月17日）
- 三上悠亜（2016年11月24日）
- 泉ののか（2016年12月1日）
- 白咲ゆず（2016年12月8日）
- さくらゆら（2016年12月15日、当初予定高橋しょう子から変更）
- NAOMI（2017年1月12日）
- 浜崎真緒（2017年1月19日）
- 高橋しょう子（2017年1月26日）
- 友田彩也香（2017年2月2日）

- あやね遥菜（2017年2月9日）
- きみと歩実（2017年2月16日）
- 澁谷果歩（2017年2月23日）
- なつめ愛莉（2017年3月2日）
- AIKA（2017年3月9日）

### 生イキ!ガールズ
- 坂井伊織（2016年4月14日-6月2日　6月22日-）
- 小山桃（2016年4月14日）
- 一瀬優美（2016年4月21日-5月12日）
- まろか（2016年5月5日)
- 清水楓（2016年5月26日-）
- 雨宮留菜（2016年6月2日）

- 高瀬杏（2016年12月8日-）